# Carpentersville, Illinois
Carpentersville är en ort (village) i Kane County, i delstaten Illinois, USA. Enligt United States Census Bureau har orten en folkmängd på 38 062 invånare (2011) och en landarea på 20,5 km².